# Alois Löser
Alois Löser (Nördlingen 11 juni 1954) is een Duits geestelijke. Broeder Alois trad toen hij negentien was in in de oecumenische Taizégemeenschap en werd in 2005 overste. Hij werd hiermee de opvolger van 
broeder Roger (Roger Louis Schutz-Marsauche), de oprichter van deze kloostergemeenschap, die op negentigjarige leeftijd door een aanslag om het leven kwam. Broeder Alois is van huis uit rooms-katholiek, terwijl broeder Roger protestant was. Voordat broeder Alois zijn taak op zich nam, genoot hij reeds enige bekendheid vanwege interviews met hem op radio en televisie. Op adventszondag 3 december 2023 trad hij af en werd opgevolgd door broeder Matthew (Andrew Thorpe).